# Isaria aggregata
Isaria aggregata är en svampart som beskrevs av Cooke & Massee 1890. Isaria aggregata ingår i släktet Isaria och familjen Cordycipitaceae.   Inga underarter finns listade i Catalogue of Life.